# Сато, Юкия
Юкия Сато (яп. 佐藤幸椰; род. 19 июня 1995 года, Япония) — японский прыгун с трамплина, бронзовый призёр чемпионата мира 2019 года, победитель этапа Кубка мира сезона 2019/2020 г. Член сборной Японии по лыжным видам спорта.

## Спортивная карьера
Сато дебютировал в марте 2009 года в рамках двух соревнований FIS в Саппоро. Год спустя он впервые участвовал в Кубке FIS. Дебют на этапах Кубка мира пришёлся на 24 января 2015 года. 
На чемпионате мира по лыжным видам спорта в 2019 году в Инсбруке Сато завоевал бронзовую медаль заняв третье место со сборной Японии в командном турнире. Это первая медаль для него на столь крупных международных турнирах.
Сезон 2019/2020 года, Юки начал с успешного выступления на трамплине в Нижнем Тагиле, где одержал первую для себя победу на этапах Кубка мира по прыжкам с трамплина на лыжах. 

## Победа на этапах Кубка мира (2)
| Номер | Сезон     | Дата       | Место               | Трамплин | Соревнование | Итоговое место |
| ----- | --------- | ---------- | ------------------- | -------- | ------------ | -------------- |
| 1     | 2019/2020 | 07.12.2019 | Нижний Тагил Россия | БТ134    | Кубок мира   | 1              |
| 2     | 2019/2020 | 01.02.2020 | Саппоро Япония      | БТ137    | Кубок мира   | 1              |

## Подиумы на этапах Кубка мира (3)
| Номер | Сезон     | Дата       | Место               | Трамплин | Соревнование | Итоговое место |
| ----- | --------- | ---------- | ------------------- | -------- | ------------ | -------------- |
| 1     | 2018/2019 | 20.01.2019 | Закопане Польша     | БТ 140   | 2018/2019    | 3              |
| 2     | 2019/2020 | 08.12.2019 | Нижний Тагил Россия | БТ 134   | 2019/2020    | 1              |
| 3     | 2019/2020 | 01.02.2020 | Саппоро Япония      | БТ137    | 2019/2020    | 1              |